# Conasprella jaspidea
Conasprella jaspidea (ursprüngliche Kombination Conus jaspideus) ist der Artname einer Schnecke aus der Familie der Kegelschnecken (Gattung Conasprella), die im westlichen Atlantischen Ozean und Karibischen Meer verbreitet ist und sich von Vielborstern ernährt.

## Merkmale
Conasprella jaspidea trägt ein mittelgroßes Schneckenhaus, das bei ausgewachsenen Schnecken bis zu 3 cm Länge erreicht. Die Umgänge des hohen, spitzen, leicht konkaven Gewindes zeichnen sich durch deutlich gewinkelte Schultern aus. Der kegelförmige Körperumgang hat einen konvexen Umriss und ist mit spiralig verlaufenden Schnüren skulpturiert. Seine Oberfläche kann glatt oder körnig sein.
Die Gehäuseoberfläche ist weiß, orange oder braun mit dunkler bräunlichen oder violetten Flecken.

## Verbreitung und Lebensraum
Conasprella jaspidea ist im Golf von Mexiko, im Karibischen Meer und im westlichen Atlantischen Ozean von Florida bis zur Küste von Rio de Janeiro in Brasilien verbreitet.
Die Schnecke lebt in der Gezeitenzone und bis in Meerestiefen von rund 100 m.

## Ernährung
Die Beute von Conasprella jaspidea besteht aus Vielborstern, die mit den Radulazähnen gestochen und mithilfe des Gifts aus der Giftdrüse getötet werden. Die Schnecke frisst unter anderem große Feuerborstenwürmer, die länger als die Schnecke sind. Eine Mahlzeit dauert typischerweise rund 20 Minuten.